# Crudosilis dowgailoi
Crudosilis dowgailoi là một loài bọ cánh cứng trong họ Cantharidae. Loài này được Kazantsev miêu tả khoa học năm 1998.